# Halmaherai csupaszfejű-mézevő
A halmaherai csupaszfejű-mézevő (Melitograis gilolensis) a madarak osztályának verébalakúak (Passeriformes) rendjébe és a mézevőfélék (Meliphagidae) családjába tartozó Melitograis nem egyetlen faja.
A magyar név forrással nincs megerősítve.

## Előfordulása
Indonézia területén honos. A természetes élőhelye szubtrópusi vagy trópusi nedves síkvidéki erdők, szubtrópusi vagy trópusi mangroveerdők, valamint szubtrópusi vagy trópusi nedves hegyvidéki erdők.

## Külső hivatkozások
- Képek az interneten a fajról
- Internet Bird Collection - videók a fajról
- Oiseaux.net - elterjedésének térképe